# Oligosaccariltransferasi
L'oligosaccariltransferasi o OST (EC 2.4.1.119) è un complesso proteico di membrana che trasferisce un oligosaccaride lungo 14 monomeri dal dolicolo ad una proteina nascente. Essa fa parte della famiglia delle glicosiltransferasi. Lo zucchero Glc3Man9GlcNAc2 (dove Glc=Glucosio, Man=Mannosio, e GlcNAc=N-acetilglucosamina) è legato ad un residuo di asparagina (Asn) nella sequenza Asn-X-Ser or Asn-X-Thr dove la X rappresenta qualsivoglia aminoacido eccetto la prolina. Tale sequenza è nota come sequenza di glicosilazione. La reazione è catalizzata dalla OST durante una reazione centrale nella via della glicosilazione N-legata.

## Localizzazione
L'OST è un componente del traslocone nella membrana del reticolo endoplasmico (ER). Un nocciolo centrale legato a lipidi viene assemblato in tale regione cellulare e trasferito ad una specifica asparagina di una catena polipeptidica nascente a cura del complesso della oligosaccariltrasferasi. Il sito attivo dell'OST è localizzato a circa 4 nm dal foglietto luminale della membrana dell'ER.
Solitamente, essa agisce durante il processo di traduzione non appena la nascente proteina entra nel ER; ciononostante la glicosilazione cotraduzionale rientra comunque all'interno delle modificazioni post traduzionali. Alcuni esempi di attività da parte di OST successivamente il compimento della traduzione sono stati riscontrati. Attualmente si ritiene che l'attività post traduzionale possa manifestarsi allorquando la proteina appare ripiegata in maniera scorretta o il processo di ripiegamento è troppo lento.

## Struttura e funzione
L'OST di lievito è composto di otto diverse proteine di membrana provviste ciascuna di tre sottocomplessi. Tali ottameri non formano oligomeri di ordine superiore, e tre delle otto proteine hanno esse stesse delle regioni glicosilate. L'OST dei mammiferi è dotata di una composizione analoga.
OST si pensa sia dotata di tante subunità in quanto deve:
1. Posizionarsi nel poro del traslocone.
2. Riconoscere e legare l'oligosaccarildolicolo.
3. Scansionare la proteina nascente per riconoscere la sequenza dove legarsi.
4. Muovere questi due grandi substrati nella loro corretta posizione e conformazione.
5. Attivare l'azoto ammidico dell'asparagina per il trasferimento dell'oligosaccaride.
6. Rilasciare i substrati.

La subunità catalitica dell'OST è chiamata STT3. Due analoghi esistono negli eucarioti, chiamati STT3A eSTT3B. STT3A è il responsabile della glicosilazione cotraduzionale del peptide nascente non appena esso entra nel lume del RE, mentre STT3B è anche in grado di generare la glicosilaione post traduzionale. La struttura di PglB, l'omologo procariota di STT3 è stata risolta. L'alta similarità di sequenza tra STT3 procariotico e eucariotico suggerisce anche una similarità tra le loro strutture.

## Significato clinico
Le sindromi CDG sono disordini genetici della via di glicosilazione. Sono denominati come "Tipo I" se il gene difettivo codifica per un enzima coinvolto nell'assemblamento o nel trasferimento del precursore Glc3Man9GlcNAc2-dolicolo, come "Tipo II" se la fase difettiva si manifesta dopo l'azione di OST nell via di glicosilazione N-legata o coinvolge la glicosilazione O-legata.